# Enyaliopsis obuncus
Enyaliopsis obuncus är en insektsart som först beskrevs av Bolívar, I. 1882.  Enyaliopsis obuncus ingår i släktet Enyaliopsis och familjen vårtbitare. Inga underarter finns listade i Catalogue of Life.